# Cyanomètre
Cet article court présente un sujet plus développé dans : Couleur du ciel.

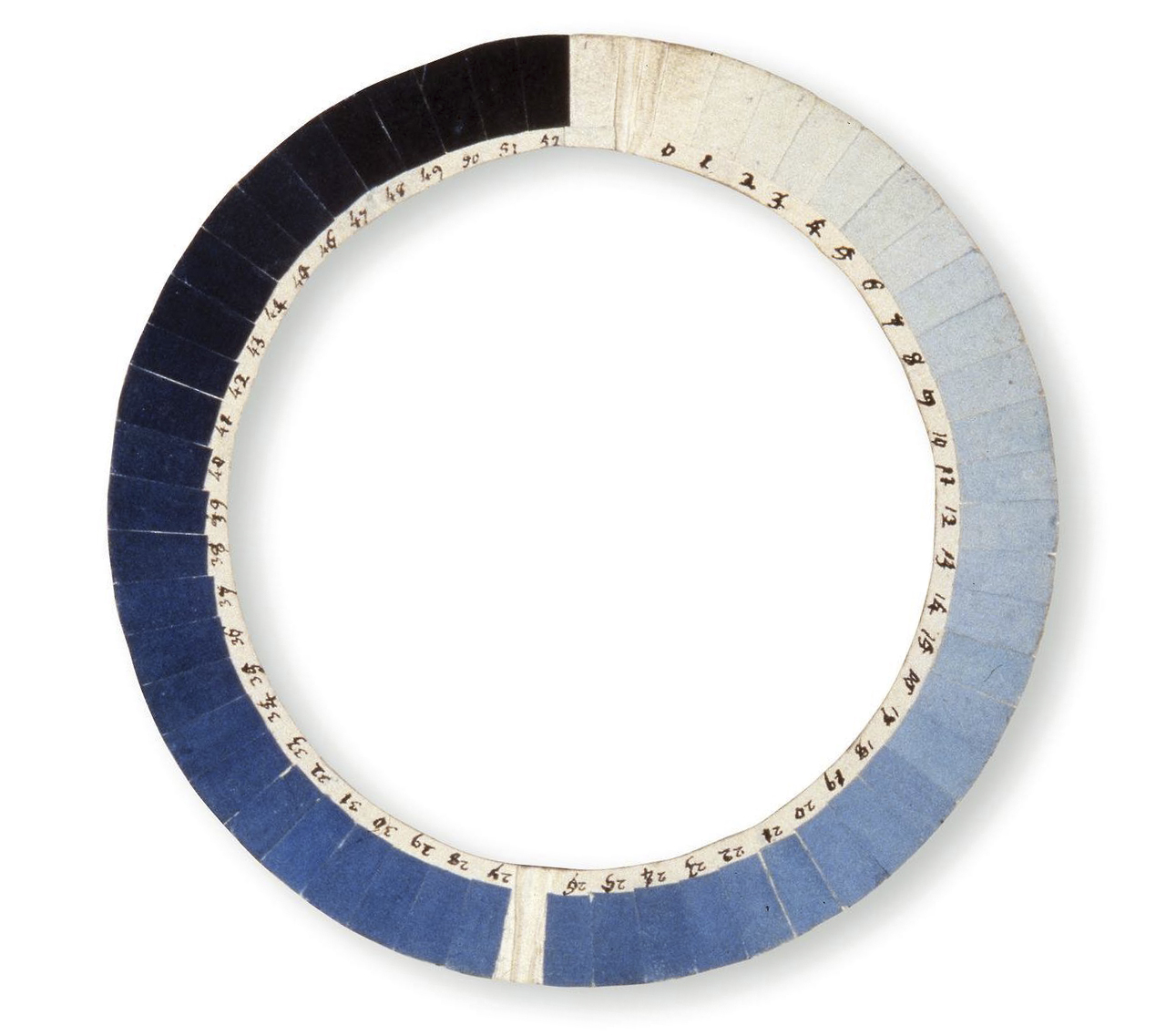
Horace-Bénédict de Saussure, Deuxième schéma du cyanomètre, 1788, Musée d'histoire des sciences de la Ville de Genève.

Un cyanomètre (néologisme formé du grec ancien κύανος, kuanos, « bleu » (sombre) et μέτρον, métron, « mesure ») est un nuancier destiné à l'évaluation de l'intensité de la couleur du ciel bleu. Il est attribué à Horace-Bénédict de Saussure et Alexander von Humboldt.
Il se compose de carrés de papier teint dans des tons de bleu gradués et disposés dans un cercle ou à un carré de couleur qui peut être comparé à la couleur du ciel.
De Saussure aurait inventé le cyanomètre en 1789. Son cyanomètre comportait 53 sections allant du blanc à différentes nuances de bleu (teintées au bleu de Prusse), puis au noir, disposées en cercle. Il a utilisé l'appareil pour coter la couleur du ciel à Genève, Chamonix et au mont Blanc. De Saussure a conclu, à juste titre, que la couleur du ciel dépendait de la quantité de particules en suspension dans l'atmosphère.
Humboldt était également un utilisateur assidu du cyanomètre au cours de ses voyages et de ses explorations en Amérique du Sud.
La couleur du ciel dans la journée dépend de la direction d'observation par rapport au soleil et de la quantité de vapeur d'eau.